# Technion
Le Technion – Institut de technologie d'Israël (en hébreu : הטכניון - מכון טכנולוגי לישראל ; en anglais : Technion – Israel Institute of Technology) est un institut de recherche et une université publique sise à Haïfa, en Israël, spécialisé dans les domaines de la science et de la technologie. Fondé en 1912 par la communauté juive sous l'Empire ottoman, il est la plus ancienne institution universitaire d'Israël.
L'institut attribue des diplômes en sciences, en ingénierie et dans des domaines connexes tels que l'architecture, la médecine, la gestion industrielle et l'éducation. Il dispose de dix-huit départements universitaires, douze hôpitaux d'enseignement et soixante centres de recherche. Depuis son ouverture en 1924, il a octroyé plus de 100 000 diplômes.
Le Technion est classé en 2018 comme la meilleure université d'Israël et du Moyen-Orient par le classement de Shanghai et la meilleure université d'Europe en intelligence artificielle.
Le Technion est réputé pour son entrepreneuriat, les étudiants et membres du corps professoral fondent en moyenne 80 entreprises dans les nouvelles technologies chaque année. Le Massachusetts Institute of Technology (MIT) a classé le Technion comme la sixième meilleure université au monde pour son écosystème d'innovation après le MIT lui-même, l'université Stanford, l'université Cambridge, l'Imperial College London, et l'université d'Oxford.
Le corps professoral du Technion comprend trois des six Israéliens lauréats du prix Nobel de chimie depuis 2004 : Avram Hershko et Aaron Ciechanover en 2004 et Dan Shechtman en 2011. Quatre lauréats du prix Nobel ont été associés avec l'université, le dernier en date étant Arieh Warshel, ancien élève du Technion et prix Nobel de chimie 2013.
Le Technion est classé comme la 8e institution mondiale en nombre de prix Nobel gagnés depuis le début du XXIe siècle par le Times Higher Education, à égalité avec le MIT américain. Avec la Société Max-Planck qui regroupe les organismes allemands de recherche fondamentale et qui est classée 10e, c'est l'unique institution non américaine dans le top 10.
En 1908, alors en visite dans l'Empire ottoman, le philanthrope américain Jacob Schiff accepta de financer le projet d'institut polytechnique à condition que le futur Technion ait un conseil d'administration composé de représentants de communautés juives plurielles et qu'il accepte les étudiants sans aucune discrimination d'origine ethnique, de religion, d'opinion politique ou de sexe. Dès 1924, la première promotion comporte notamment des élèves arabes et une femme.
Aujourd'hui 48 % des étudiants du Technion sont des femmes et 22 %  des étudiants sont Arabes, soit la même proportion qu'au sein de la population israélienne dans son ensemble.
Début 2016, le Technion est devenue la première et à ce jour la seule institution non américaine habilitée à délivrer des diplômes aux États-Unis après avoir reçu l'autorisation par le conseil de l'enseignement supérieur de l'État de New York (officiellement The Board of Regents of the University of the State of New York), à la suite de l'établissement avec l'université Cornell de son campus conjoint de 195 000 m2 (19,5 ha) à Manhattan.

## Histoire

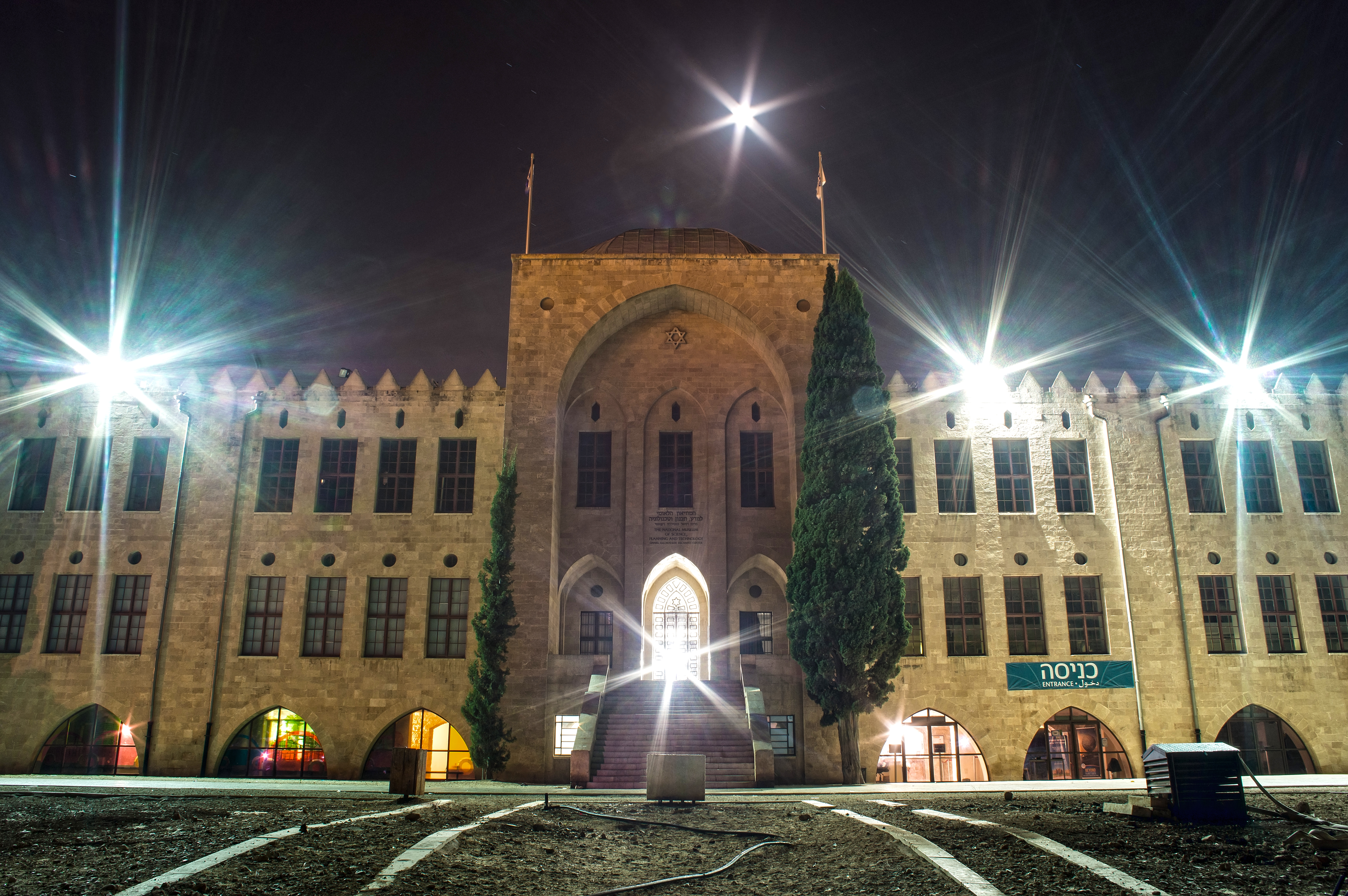
Bâtiment initial du Technion.

Au début du XXe siècle, de nombreux Juifs veulent réaliser le projet sioniste. La ville de Rishon Le Zion est fondée en 1882. Dans les trente années qui suivent, des terres et fermes sont achetées aux fermiers pour permettre d'évacuer les Juifs d'Europe de l'Est, régulièrement victimes de pogroms. Les Juifs comprennent qu'ils ont besoin d'acquérir la formation technique de pointe que de grandes universités européennes et américaines, refusent de leur dispenser par discrimination ethnique et religieuse,. La communauté juive débat de la façon dont négocier avec le pouvoir ottoman la création d'une zone politiquement auto-gérée.

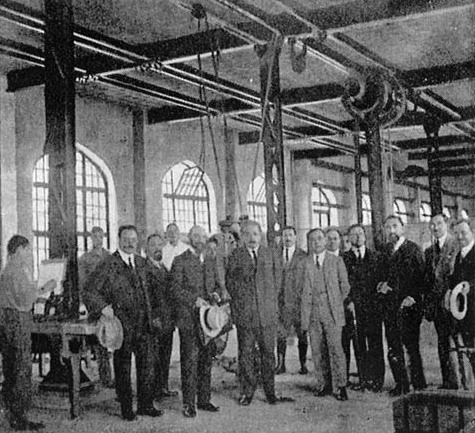
Albert Einstein en visite au Technion en 1923.

En 1905, le 5e congrès sioniste souligne l'importance de créer une université juive. C'est en 1908 qu'est fondé le conseil d'administration. Quatre ans plus tard, en 1912, la communauté juive obtient l'autorisation officielle ottomane pour établir l'université et de creuser les fondations au sommet des versants qui surplombent Haïfa, alors un petit port dans le nord. Au cours d'une cérémonie festive, la première pierre du Technikum, première université technique juive, est posée. Sa mission est de dispenser aux jeunes pionniers sionistes établis en Palestine ottomane le savoir-faire nécessaire pour construire une nation. Le Technion restera une institution privée pendant plus de trente-six ans jusqu'à la fondation de l'État d'Israël en 1948. L'inscription en 1924 des seize premiers élèves ingénieurs enclenche une dynamique vitale entre le Technion et l'État juif embryonnaire.
Pendant que la communauté juive établie en Palestine fait face aux défis de la Seconde Guerre mondiale avec l'afflux de réfugiés fuyant la montée du nazisme puis lutte pour son indépendance, le Technion connaît une rapide expansion et élabore une série de projets ambitieux pour répondre à des besoins nouveaux. La faculté d'Ingénierie électrique est fondé en 1947 avant même l'établissement de l'État d'Israël et dès 1949, moins d'une année après l'indépendance de l'État, le professeur Sydney Goldstein fonde le département de l'Aéronautique.
Avec la présidence du général Yaakov Dori, la réputation du Technion en tant que fournisseur technique des besoins d'Israël en matière de sécurité (rôle qui lui est dévolu à l'ère de la Haganah, la milice d'autodéfense sioniste, ancêtre de l'armée israélienne) se consolide. Le savoir-faire de l'établissement a permis de construire une nouvelle route côtière reliant Haïfa à Tel Aviv. De l'électricité aux réseaux de télécommunications, des industries fondatrices à la production de logement préfabriqué pour répondre à la demande des immigrés, le Technion a tenu le rôle d'une centrale alimentant le développement de l'État.

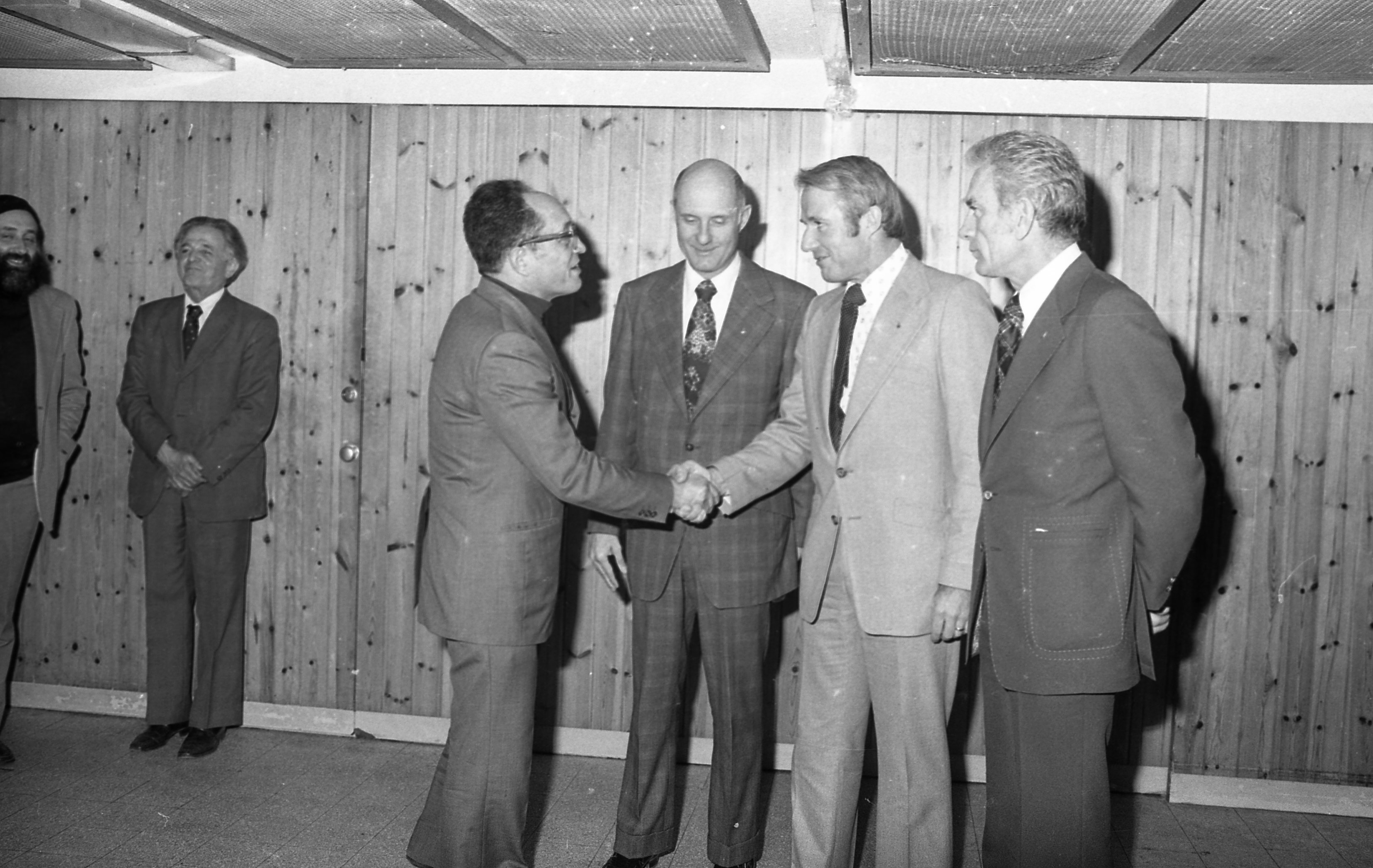
Astronautes d'Apollo visitant le Technion (1976)

Progressivement, les enseignants du Technion acquièrent une reconnaissance internationale grandissante. Dans les années 1970, le Technion permet d'obtenir des diplômes de génie civil, de génie agricole, de mécanique, d'électricité, de chimie, et d'architecture. Les sciences, parmi lesquelles les mathématiques, la chimie, la physique et la mécanique, se développent. C'est alors que l'Association Américaine des Amis du Technion (ATS) recueille 10 millions de dollars pour la construction du nouveau campus, suivi par le gouvernement israélien qui offre la même somme.
« L'israélien commence à réfléchir à quoi pourrait ressembler sa vie dans un Moyen-orient apaisé », écrivait la revue du Technion lorsque les accords de Camp David enterrèrent la guerre avec l'Égypte en 1978. Chaque fois qu'un nouveau domaine de recherche émerge, le Technion est pionnier : de la micro électronique en 1977, à l'opto-électronique en 1989, des centres d'excellence émergent.
Dans les années 1990, avec l'immigration massive des Juifs de l'ex-Union Soviétique, le nombre d'étudiants dans l'université augmente fortement et le Technion de Haïfa commence à établir les premiers incubateurs de sociétés et des centres de recherche multidisciplinaire.

## Cité du Technion

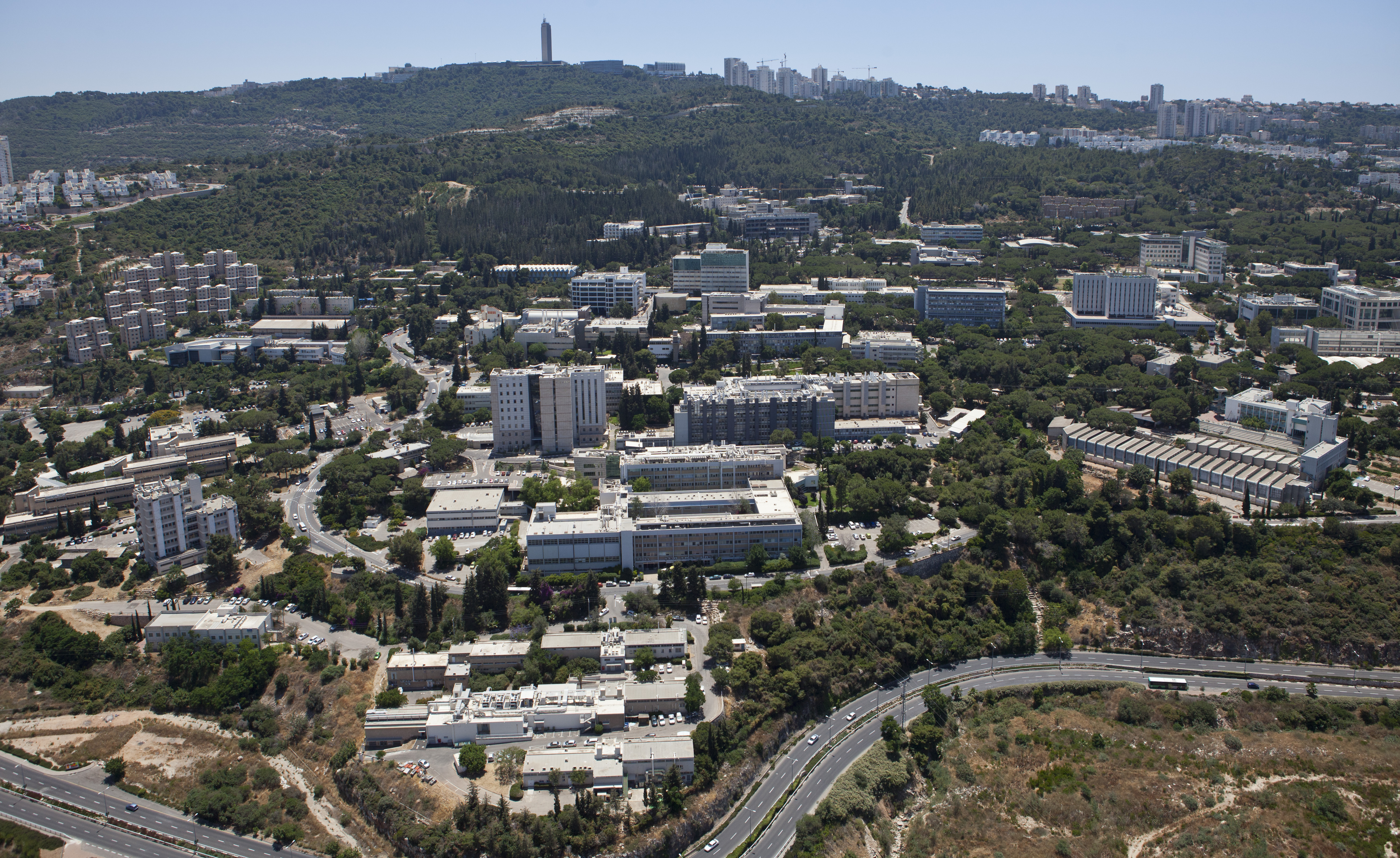
La cité du Technion, le campus de l'université sur le versant du mont Carmel à Haïfa

La cité du Technion, le campus de l'université de 120 ha sur le versant du mont Carmel à Haïfa, comporte aujourd'hui plus de 90 bâtiments, de nombreux auditoriums, laboratoires, bibliothèques, centres de recherche et salles de classe ainsi que 4 450 dortoirs, mais également des restaurants, des cafétérias, des cafés, des bars et pubs, plusieurs piscines dont une piscine olympique, des terrains de sports, des courts de tennis, des supérettes, un coiffeur, des synagogues, une clinique, un bureau de poste, une banque, une crèche, un hotel, un cinéma, et de nombreux parcs et jardin écologique.
Environ 15 000 personnes travaillent tous les jours dans la cité du Technion.

## Chronologie
- 1901 : Le 5e Congrès sioniste lance un appel pour la création d'une université juive.
- 1903 : L'association des enseignants israélites de Palestine demande la création d'une université polytechnique.
- 1908 : Wissotsky, Schiff et le Fonds national juif investissent dans l'acquisition d'un nouveau « Tecnikum ».
- 1912 : Pose de la première pierre sur le Mont Carmel.
- 1915 : Occupation du bâtiment pendant la Première Guerre mondiale.
- 1920 : Achat officiel du bâtiment.
- 1923 : Albert Einstein devient le président des Amis américain du Technion, la Technion society.
- 1924 : Création d'une classe Dan Shechtmand ingénieurs.
- 1938 : Création de nouveaux départements : Architecture, Génie industriel, Génie civil, une école navale et 11 laboratoires.
- 1944 : Création d'un système d'alerte avancé contre les attaques aériennes.
- 1953 : David Ben Gourion choisit un site de 120 hectares pour agrandir le Technion.
- 1954 : Albert Einstein reçoit un doctorat Honoris Causa.
- 1961 : Création d'une Faculté de sciences.
- 1969 : Création d'une Faculté de médecine : l'Institut peut ainsi allier technologie et médecine.
- 1972 : Création du Prix Harvey, qui sera attribué ensuite tous les ans.
- 1976: Établissement du CAMERI : l'Institut israélien de recherche marine et côtière dans une coentreprise avec l'entreprise du ports israéliens (Israel Ports Company).
- 1981 : Naissance des fibres optiques (création de Fibronics issu du Technion).
- 1993 : Des élèves du Technion conçoivent et lancent leur propre satellite, le plus petit du monde alors.
- 1998 : Le Technion est en mesure d'élaborer un transistor 100 000 fois plus petit qu'un cheveu humain.
- 2004 : Deux chercheurs du Technion, Aaron Ciechanover et Avram Hershko, sont honorés par le prix Nobel de chimie.
- 2005 : Le Russell Berrie Nanotechnology Center, l'un des plus avancés au monde, voit le jour.
- 2006 : Les départements de Computer Science et d'Electrical Engineering sont classés 12e au monde en qualité de la recherche, 2e hors USA.
- 2009 : Le Technion est classé comme la 17e meilleure université au monde dans le domaine informatique par le classement de Shanghaï[16]
- 2011 : 
  - Dan Shechtman, professeur au Technion, reçoit le prix Nobel de chimie pour sa découverte du Quasi-cristal.
  - Le Technion est classé comme la 15e meilleure université au monde dans le domaine informatique par le classement de Shanghaï[16]
- 2012 : Le Technion est classé comme la 18e meilleure université au monde dans le domaine informatique par le classement de Shanghaï[17]
- 2013 : 
  - Arieh Warshel, ancien élève au Technion, reçoit le prix Nobel de chimie pour le développement de modèles multi-échelles pour les systèmes chimiques complexes.
  - Le Technion est classé comme la 18e (sur 200) meilleure université au monde dans le domaine informatique par le classement de Shanghaï[17] et comme la 69e (sur 500) meilleure université mondiale en ingénierie et technologie au classement Times[18]
- 2014 : 
  - Le Technion est classé comme la 18e (sur 200) meilleure université au monde dans le domaine informatique par le classement de Shanghaï[17], et comme la 164e (sur 700) meilleure université au monde en sciences de la vie par le classement de Leiden[19].
- 2015 : Lancement de l'université Guangdong Technion à Shantou en Chine.
- 2016 : 
  - Le Technion devient la première université non américaine habilitée à délivrer des diplômes aux États-Unis[12].
  - Le Technion est classé comme la 44e (sur 200) meilleure université au monde dans le domaine des mathématiques et des sciences[20], et en 69e position mondiale (sur 500), toutes disciplines confondues, par le classement de Shanghaï[21].
- 2017 : Première promotion de l'université Guangdong Technion à Shantou en Chine.
- 2018 : Le Technion est classé comme la 77e (sur 1 000) meilleure université au monde, toutes disciplines confondues, par le classement de Shanghaï[21].
- 2019 : Le Technion rejoint le EuroTech Universities Alliance un consortium d'universités européennes d'excellence en recherche scientifique et technologique qui regroupe notamment l'École Polytechnique française, l'École polytechnique fédérale de Lausanne suisse et l'Université technique de Munich allemande.
- 2021 : Le Technion est classé comme la meilleure université d'Europe et la 15e mondiale en intelligence artificielle par le classement de Shanghai.
- 2023 : Le Technion est classé comme la 79e (sur 1 000) meilleure université au monde, toutes disciplines confondues, par le classement de Shanghaï[22].

## Les anciens élèves
Les 100 000 anciens élèves du Technion sont une des ressources les plus précieuses du pays. Ils représentent 70 % des ingénieurs agréés en Israël. Ce sont eux qui ont créé l'infrastructure industrielle du pays, qui ont renforcé ses capacités de défense et qui ont fait œuvre de pionniers en matière d'entreprise à vocation technologique.
Attirées par la qualité des diplômés du Technion, des entreprises internationales (Intel, Microsoft, Google, IBM, Motorola, Hewlett Packard et Digital) se sont installées en Israël pour y établir des centres de recherche et de développement faisant d'Israël le foyer à plus forte concentration de start-up high-tech, juste après la Silicon Valley.

## Quelques découvertes
- L'algorithme Lempel-Ziv-Welch fut développé par deux professeurs du Technion, Abraham Lempel et Jacob Ziv. Cet algorithme et ses évolutions sont mondialement reconnus et utilisés, par exemple, dans le format d'image numérique GIF, ou certains logiciels de compression tels que StuffitX.
- La rasagiline, qui traite la maladie de Parkinson, a été mise au point par le professeur Moussa Youdim.
- Le moteur informatique Zend Engine du langage de programmation PHP a été développé par Andi Gutmans et Zeev Suraski, lorsqu'ils étaient étudiants au Technion.
- La méthode de production d'électricité écologique, plus connu sous le nom de tour énergétique, a été mise au point par des Israéliens de l'institut Technion, et notamment le professeur Dan Zaslavsky.

## Programmes universitaires

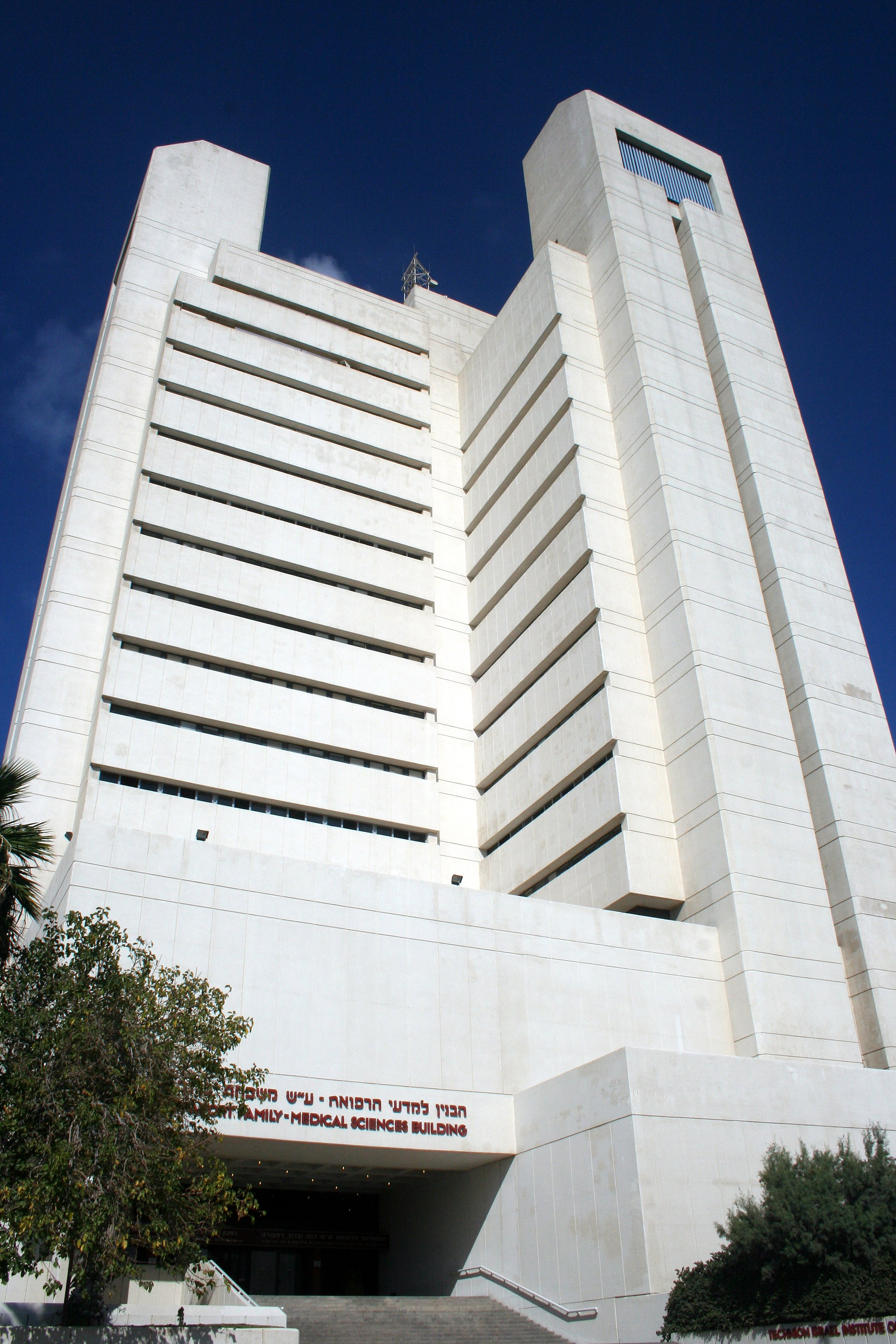
Faculté de Médecine

Le Technion dispense un programme de quatre ans qui mène à une licence ès ingénierie et sciences, ainsi qu'un programme de 3 ans pour l'obtention d'une licence ès sciences. Le diplôme d'architecte s'obtient en cinq ans ; le diplôme et la licence en sciences médicales au bout de trois et quatre ans d'études respectivement. Quant à la maîtrise, elle est attribuée au bout de six années d'études et une année d'internat.
Toutes les facultés offrent des cours et des stages de recherche menant à des diplômes supérieurs, parmi lesquels la maîtrise scientifique (M.Sc.), la maîtrise d'ingénieur (M.E), la maîtrise de hautes études commerciales (M.B.A) et le doctorat (Ph. D).
Les disciplines enseignées et étudiées au Technion comprennent :
- Génie : aérospatial, agricole, Matériaux, alimentaire et biotechnologie, biomédical, chimique, civil, électrique, industriel et gestion, mécanique ;
- Sciences : biologie, chimie, informatique, mathématiques, physique, médecine ;
- Architecture et planification urbaine.

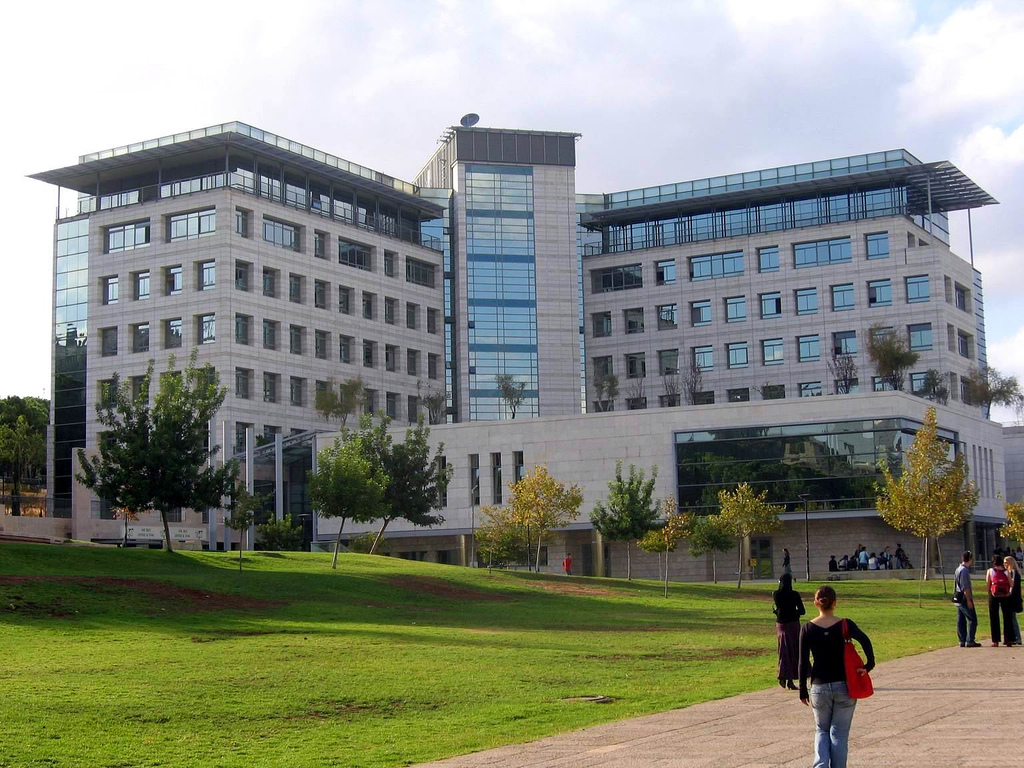
Faculté des sciences de l'informatique

## Pôles d'excellence
La fusion des sciences et des technologies a fait de la recherche une activité en grande partie multidisciplinaire. Aussi, le Technion a-t-il établi des pôles d'excellence dans des domaines essentiels au développement scientifique et technologique futur d'Israël. Ces pôles fournissent au Technion une structure flexible pour répondre aux nouvelles priorités de la recherche.

Les pôles d'excellence multidisciplinaires exercent leur activité dans les domaines suivants :
- séparation avancée et membranes,
- biotechnologie,
- catalyse,

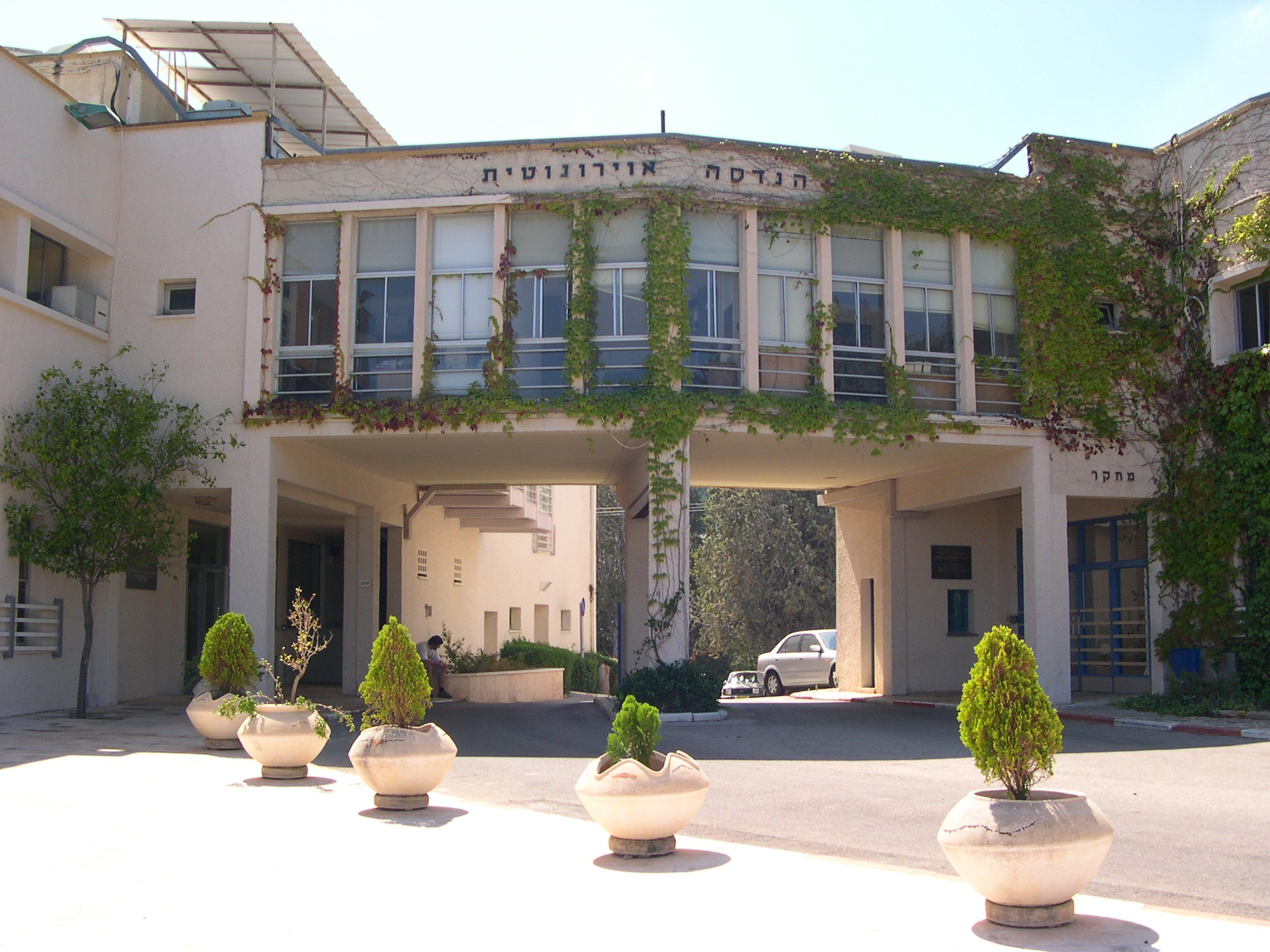
Faculté de recherche aérospatiale

- technologies de la communication et de l'information,
- fluides complexes,
- microstructures et macromolécules,
- matériaux et structures composites,
- haute température et supraconductivité,
- science de l'interface,
- microsatellites,
- microsystèmes,
- nanoélectronique par la biotechnologie,
- optoélectronique,
- ingénierie des protéines,
- technologie des logiciels.

## Instituts de recherche

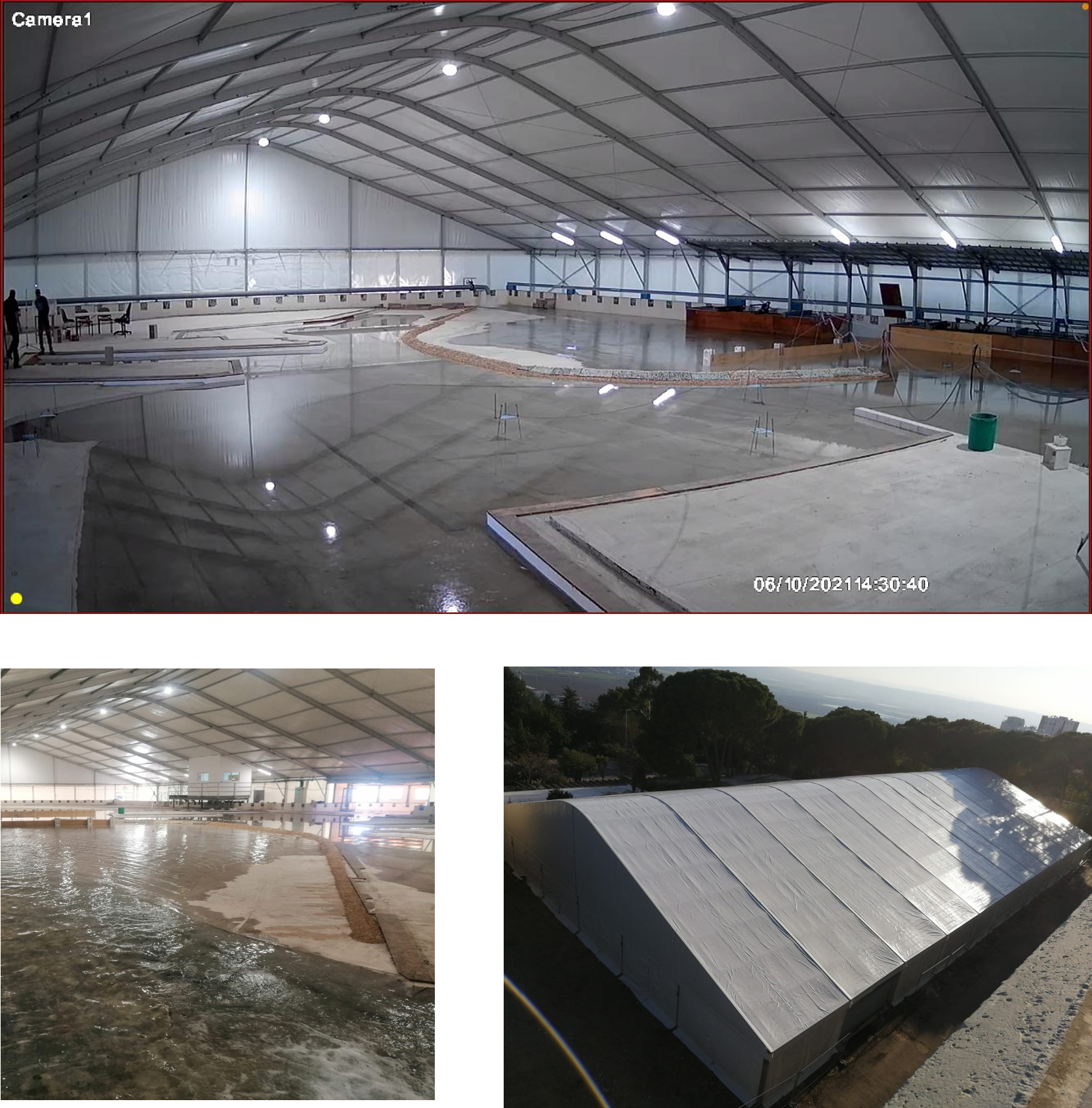
Le laboratoire d’hydraulique (bassin) du CAMERI

Quelque 50 centres et instituts de recherche favorisent la recherche interdisciplinaire et servent de ressources nationales, notamment :
- l'Institut supérieur de chimie théorique
- l'Institut Asher de recherche spatiale

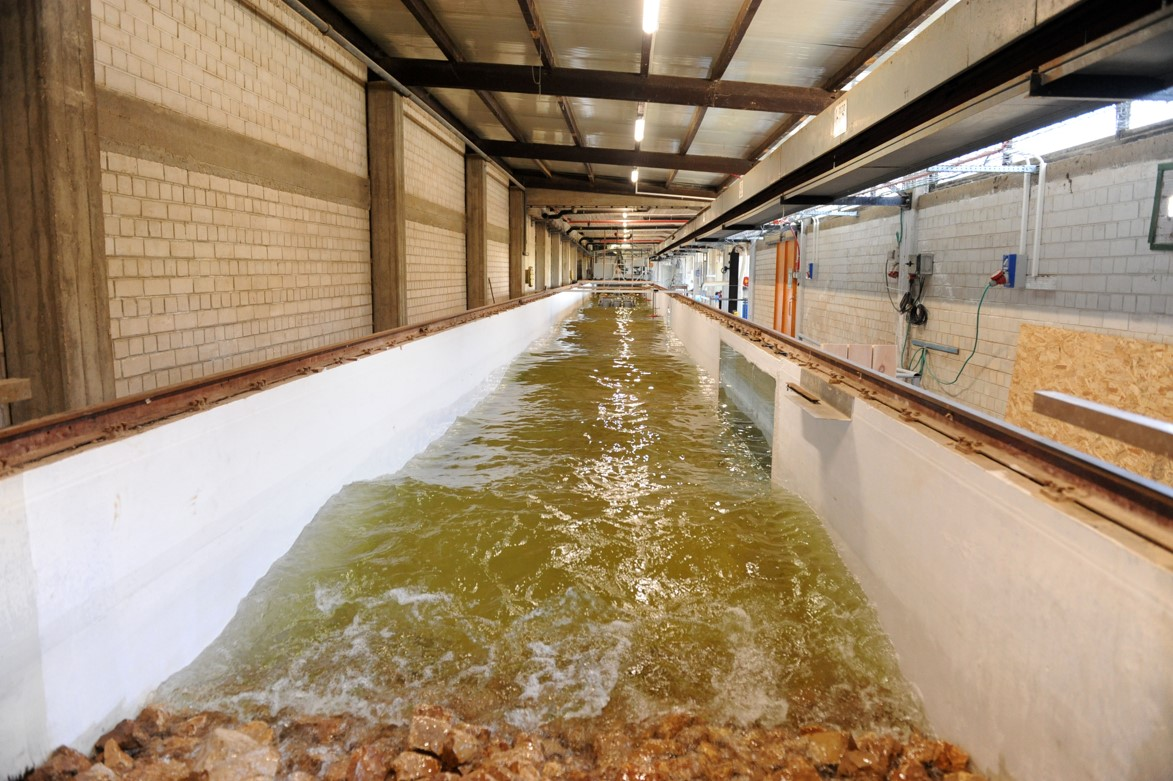
Canal d'ondes/à vagues, au laboratoire d'hydraulique du CAMERI au Technion.

- l'Institut de recherche marine et côtière (CAMERI)

- l'Institut de hautes études mathématiques
- l'Institut de physique théorique
- l'Institut national de recherche en bâtiments (NBRI)
- l'Institut Neaman de hautes études scientifiques et technologiques (SNI)
- l'Institut familial Rapaport de recherche en sciences médicales
- l'Institut Silver de biomédecine
- l'Institut des états solides
- l'Institut de recherche sur les transports
- l'Institut de recherche hydraulique